# Периферии Греции
1. Аттика
2. Центральная Греция
3. Центральная Македония
4. Крит
5. Восточная Македония и Фракия
6. Эпир
7. Ионические острова
8. Северные Эгейские острова
9. Пелопоннес
10. Южные Эгейские острова
11. Фессалия
12. Западная Греция
13. Западная Македония
14. Айон-Орос (особая административная единица)

Карта периферий Греции:
1. Аттика
2. Центральная Греция
3. Центральная Македония
4. Крит
5. Восточная Македония и Фракия
6. Эпир
7. Ионические острова
8. Северные Эгейские острова
9. Пелопоннес
10. Южные Эгейские острова
11. Фессалия
12. Западная Греция
13. Западная Македония
14. Айон-Орос (особая административная единица)

Перифери́и Греции (греч. περιφέρειες) — административные регионы Греции. Являются административно-территориальными единицами первого уровня, каждая из которых состоит из нескольких территориальных единиц второго уровня, называемых периферийными единицами. До 2011 года административно-территориальными единицами второго уровня являлись номы.

## История
Периферии в своих современных границах были созданы в 1986 году (Официальный указ президента Греции был подписан только в 1987 году) решением заместителя министра внутренних дел Греции Мениоса Куцойоргоса в качестве административно-территориальных единиц второго уровня, в дополнение к номам (Закон 1622/1986). До 1986 года использовалось традиционное деление на историко-географические области, которые однако не имели официальных органов управления. После 1986 года вновь созданные периферии были организованы главным образом в границах историко-географических областей, но стали меньше их по площади и в некоторых случаях не совпадали с их границами, например: периферия Западная Греция не имела аналога до 1986 года и была создана из части территории историко-географической области Центральная Греция и Пелопоннес.
В рамках процесса децентрализации под руководством министра внутренних дел Алекоса Пападопулоса реформой Каподистрии 1997 года перифериям были предоставлены более широкие полномочия в области управления. В соответствии с программой Калликратиса (Закон 3852/2010), которая вступила в силу 1 января 2011 года, периферии стали обособленными территориальными образованиями. В соответствии с введенными изменениями назначенный правительством генеральный секретарь (γενικός γραμματέας) был заменён на всенародно избираемого на 5-летний срок регионального губернатора (περιφερειάρχης) и региональный совет (περιφερειακό συμβούλιο). Многие полномочия номов, часть из которых была упразднена, а остальные переведены в статут периферийных единиц, были переданы на периферийный уровень. Региональные органы центрального правительства были заменены на семь децентрализованных администраций, каждая из которых состоит из нескольких периферий, а во главе администрации стоит назначаемый правительством генеральный секретарь.
С периферией Центральной Македонии граничит особая административная единица — Айон-Орос (Όρος Άθως). Она расположена на полуострове Айон-Орос, восточном из трёх крупных полуостровов полуострова Халкидики, вдающихся в Эгейское море.
|    | Периферия                    | Административный центр | Площадь, км² | Население, чел. (2011) | Плотность населения, чел./км² (2011) | ВРП, млн евро | ВРП на душу населения, евро |
| -- | ---------------------------- | ---------------------- | ------------ | ---------------------- | ------------------------------------ | ------------- | --------------------------- |
| 1  | Аттика                       | Афины                  | 3808,101     | 3 827 624              | 1005,13                              | 110,546       | 28,997                      |
| 2  | Центральная Греция           | Ламия                  | 15 549,311   | 547 390                | 35,20                                | 10,537        | 19,007                      |
| 3  | Центральная Македония        | Салоники               | 18 810,523   | 1 880 058              | 99,95                                | 32,285        | 16,559                      |
| 4  | Крит                         | Ираклион               | 8335,88      | 623 065                | 74,74                                | 11,243        | 18,421                      |
| 5  | Восточная Македония и Фракия | Комотини               | 14 157,75    | 608 182                | 42,96                                | 9,265         | 15,272                      |
| 6  | Эпир                         | Янина                  | 9203,217     | 336 856                | 36,60                                | 5,079         | 14,221                      |
| 7  | Ионические острова           | Керкира                | 2306,93      | 207 855                | 90,10                                | 4,130         | 17,726                      |
| 8  | Северные Эгейские острова    | Митилини               | 3835,91      | 199 231                | 51,94                                | 3,330         | 16,638                      |
| 9  | Пелопоннес                   | Триполис               | 15490        | 577 903                | 37.57                                | 9,809         | 16,580                      |
| 10 | Южные Эгейские острова       | Эрмуполис              | 5286         | 308 975                | 58.38                                | 7,646         | 24,828                      |
| 11 | Фессалия                     | Лариса                 | 14036,646    | 732 762                | 52.06                                | 11,608        | 15,772                      |
| 12 | Западная Греция              | Патры                  | 11350,171    | 679 796                | 59.93                                | 10,659        | 14,332                      |
| 13 | Западная Македония           | Козани                 | 9451,406     | 283 689                | 29.85                                | 5,506         | 18,786                      |